# 1239
| [ Edytuj tabelę ]                          |                                                                                  |
| Książę Małopolski                          | - 1238 Henryk II Pobożny 1241                                                    |
| Książę Wielkopolski                        | - 1229 Władysław Odonic 1239 - 1239 Przemysł I 1257 - 1239 Bolesław Pobożny 1279 |
| Król Angkoru                               | - 1218 Indrawarman II 1244                                                       |
| Król Anglii                                | - 1216 Henryk III 1272                                                           |
| Król Aragonii i Walencji, hrabia Barcelony | - 1213 Jakub I Zdobywca 1276                                                     |
| Książę Bawarii                             | - 1231 Otto II 1253                                                              |
| Margrabia Brandenburgii                    | - 1220 Otto III 1267                                                             |
| Książę Burgundii                           | - 1218 Hugo IV 1272                                                              |
| Cesarz Bizancjum                           | - 1222 Jan III Dukas Watatzes 1254                                               |
| Car Bułgarii                               | - 1218 Iwan Asen II 1241                                                         |
| Cesarz Chin                                | - 1224 Song Lizong 1264                                                          |
| Król Cypru                                 | - 1218 Henryk I 1253                                                             |
| Król Czech                                 | - 1230 Wacław I 1253                                                             |
| Król Danii                                 | - 1202 Waldemar II Zwycięski 1241                                                |
| Władca Egiptu                              | - 1238 Al-Adil Abu Bakr 1240                                                     |
| Król Francji                               | - 1226 Ludwik IX Święty 1270                                                     |
| Król Gruzji                                | - 1223 Rusudan 1245                                                              |
| Hrabia Holandii                            | - 1234 Wilhelm II 1256                                                           |
| Cesarz Japonii                             | - 1232 Shijō 1242                                                                |
| Kalif                                      | - 1226 Al-Mustansir 1242                                                         |
| Król Kastylii                              | - 1217 Ferdynand III Święty 1252                                                 |
| Król Kastylii i Leónu                      | - 1230 Ferdynand III Święty 1252                                                 |
| Patriarcha Konstantynopola                 | - 1222 German II 1240                                                            |
| Władca Korei                               | - 1213 Kojong 1259                                                               |
| Cesarz Łaciński                            | - 1228 Baldwin II de Courtenay 1261                                              |
| Kalif Maroka                               | - 1232 Abd al-Wahid II 1242                                                      |
| Król Nawarry                               | - 1234 Tybald I 1253                                                             |
| Król Norwegii                              | - 1217 Haakon IV Stary 1263                                                      |
| Hrabia Palatynatu                          | - 1227 Otton I Bawarski 1253                                                     |
| Papież                                     | - 1227 Grzegorz IX 1241                                                          |
| Król Portugalii                            | - 1223 Sancho II 1248                                                            |
| Sułtan Rumu                                | - 1237 Kaj Chusrau II 1246                                                       |
| Książę Rusi halickiej                      | - 1238 Daniel II 1264                                                            |
| Cesarz Rzymski (niemiecki)                 | - 1220 Fryderyk II 1250                                                          |
| Książę Saksonii                            | - 1212 Albrecht I 1260                                                           |
| Król Serbii                                | - 1234 Stefan Władysław 1243                                                     |
| Król Singasari                             | - 1227 Anuśpati 1248                                                             |
| Król Szkocji                               | - 1214 Aleksander II 1249                                                        |
| Król Szwecji                               | - 1234 Eryk XI Eriksson 1250                                                     |
| Doża Wenecji                               | - 1229 Jacopo Tiepolo 1249                                                       |
| Król Węgier                                | - 1235 Bela IV 1270                                                              |
| Wielki mistrz zakonu krzyżackiego          | - 1209 Hermann von Salza 1239 - 1239 Konrad von Thüringen 1240                   |

Rok 1239 / MCCXXXIX
stulecia: XII wiek ~
XIII wiek ~
XIV wiek

lata: 1229 «
1234 «
1235 «
1236 «
1237 «
1238 «
1239
» 1240
» 1241
» 1242
» 1243
» 1244
» 1249

## Wydarzenia w Polsce
- Henryk II Pobożny pobił Brandenburczyków i arcybiskupa magdeburskiego, w bitwie pod Lubuszem i odebrał Niemcom Santok.
- Konrad I mazowiecki pomówił kanclerza Jana Czaplę o wrogie knowania i kazał powiesić, za co został wyklęty.

## Wydarzenia na świecie
- 20 marca – papież Grzegorz IX ekskomunikował cesarza Fryderyka II.
- 13 maja – francuski inkwizytor Robert le Bougre wysłał na stos 183 katarów.
- 15 maja – król Szkocji Aleksander II ożenił się z Francuzką Marią de Coucy.
- 13 listopada – wyprawy krzyżowe: klęska krzyżowców w bitwie z wojskami egipskim pod Gazą.

## Urodzili się
- 3 stycznia – Jan II Bretoński, książę Bretanii (zm. 1305)
- 17 czerwca – Edward I Długonogi, król Anglii (zm. 1307)
- Piotr III Aragoński, król Aragonii, Walencji (jako Piotr I; ur. 1239 lub 1240; zm. 1285)

## Zmarli
- 20 marca – Hermann von Salza, wielki mistrz zakonu krzyżackiego w latach 1209–1239, faktyczny twórca potęgi zakonu (ur. ok. 1179)
- 28 marca – Go-Toba, cesarz Japonii (ur. 1180)
- 5 czerwca – Władysław Odonic, książę wielkopolski i kaliski (ur. ok. 1190)
- 25 grudnia – Albrecht IV, hrabia Habsburga (ur. ok. 1188)[1]